# جائزة تريم وعبد الله عمران الصحفية
جائزة تريم وعبد الله عمران الصحفية هي جائزة صحافة إماراتية تمنحها سنويا «مؤسسة تريم وعبد الله عمران للأعمال الثقافية والإنسانية» التابعة لـ دار الخليج للصحافة والطباعة والنشرفي مجالات: التحقيق الصحفي، الحوار الصحفي، العمود الصحفي، المقال الصحفي والتصوير الصحفي.

## تاريخ الجائزة
تأسست الجائزة في الشارقة في دولة الإمارات العربية المتحدة عام 2003 باسم «جائزة تريم عمران الصحفية» بدعم وتنظيم مؤسسة تريم عمران للأعمال الثقافية والإنسانية بهدف إلى تشجيع وتكريم الكتاب والصحفيين العاملين في الصحافة المحلية الإماراتية، واستمرت الجائزة في دوراتها، تمنح الجوائز للصحفيين في الفئات المختلفة، وبوفاة الدكتور عبد الله عمران تريم في 30 يناير 2014، ووفاء وتكريما له، أصبح اسم المؤسسة التي تدعم الجائزة «مؤسسة تريم وعبد الله عمران للأعمال الثقافية والإنسانية» التي يرأسها مجلس إدارتها خالد عبد الله عمران وأصبح اسم الجائزة «جائزة تريم وعبد الله عمران الصحفية».

## فائزون في الدورة الأولى
بلغ عدد المتقدمين لنيل الجائزة في الدورة الأولى 92 متقدما وفاز فيها:
عبد الرحمن نقي- التحقيق الصحفي من صحيفة الاتحاد
فؤاد زيدان - الحوار الصحفي من صحيفة أخبار العرب
عائشة إبراهيم سلطان- العمود الصحفي من صحيفة البيان
ومحمد إبراهيم الحمادي- المقال الصحفي من صحيفة الاتحاد
وراجان فم -التصوير الصحفي من صحيفة الخليج
جابر عبيد الفائز بجائزة الاعلامي المتميز لعام 2003

## فائزون بجائزة تريم وعبد الله عمران الصحفية
- يوسف أبو لوز
- حبيب الصايغ
- هشام علوان
- محمد الحمادي
- صلاح الدين حافظ
- جميل الذيابي من صحيفة عكاظ السعودية
- مريم الشروقي من صحيفة الوسط البحرينية
- عبد الله العليان من جريدة عُمان
- د. عبد الله العوضي من صحيفة الاتحاد
- أسمهان الغامدي من جريدة الرياض
- مريم جمعة فرج من صحيفة الاتحاد
- محمد فودة من صحيفة الإمارات اليوم
- هيثم الخاتم من صحيفة الخليج
- شريف أحمد عرفة من صحيفة الاتحاد
- عماد عبد الحميد من صحيفة البيان
- جمال سند السويدي
- بوابة العين الإخبارية
- مروة محمد حسين من مجلة «كل الأسرة»
- أشرف جمال من جريدة الإمارات اليوم
- كمال قاسم من صحيفة «جلف توداي» الناطقة بالإنجليزية